# Supercoppa italiana (tennis tavolo femminile)
La Supercoppa italiana di tennis tavolo femminile è disputata per la prima volta nel 2018; vi partecipano tutte le squadre iscritte alla serie A1.
La vincitrice dell'edizione 2023 e 2024 è il Tennistavolo Castel Goffredo.

## Albo d'Oro
| Edizione | Vincitore                    |
| 2018     | Tennistavolo Castel Goffredo |
| 2019     | Tennistavolo Castel Goffredo |
| 2020     | Tennistavolo Castel Goffredo |
| 2021     | Tennistavolo Castel Goffredo |
| 2022     | Tennistavolo Castel Goffredo |
| 2023     | Tennistavolo Castel Goffredo |
| 2024     | Tennistavolo Castel Goffredo |

## Vittorie per Club
| Club                         | Vittorie |
| ---------------------------- | -------- |
| Tennistavolo Castel Goffredo | 7        |